# Symfony
Symfony è un insieme di componenti PHP e un framework per lo sviluppo di applicazioni web.
È distribuito sotto licenza MIT, dunque open source, e il suo scopo è quello di aiutare gli sviluppatori web a creare potenti applicazioni in breve tempo.
È basato sulla filosofia perché reinventare la ruota ogni volta e su vari Design pattern, coniugando solidità e velocità di sviluppo.
Inizialmente era basato sull'architettura MVC, ma dalla versione 2 in poi predilige l'approccio "Request/Response", ispirato al protocollo HTTP.
Sviluppato inizialmente in PHP 5.0, poi successivamente aggiornato fino a PHP 8.0, è compatibile con i gestori di basi di dati MySQL, PostgreSQL, Oracle e Microsoft SQL Server, sia su piattaforme Windows sia Linux-Unix.

## Storia
Fabien Potencier, fondatore e attuale CEO di SensioLabs, quando nel 2004 fu rilasciata la prima versione di PHP 5, ritenne che gli strumenti di sviluppo disponibili avessero raggiunto uno stadio di maturazione sufficiente da poter essere integrati in un framework metodologico comune. Dopo circa un anno di lavoro, sviluppò il nucleo di Symfony. basato su approccio architetturale di Model-view-controller, mappattura relazionale ad oggetti con Propel e strutture dati di Ruby on Rails.
La prima versione di Symfony fu rilasciata nel 2005, inizialmente come strumento di sviluppo di SensioLabs. In seguito, fu rilasciato con licenza aperta.
Nel 2012 alcuni componenti di Symfony sono stati trasferiti in Drupal 8.
Symfony è supportato da SensioLabs (ex Sensio Framework), società francese di formazione, consulenza e servizi sulle tecnologie a sorgente aperto.

## Caratteristiche
Symfony presenta i seguenti vantaggi:
- indipendente dal particolare DBMS adottato
- semplicità di installazione e configurazione su sistemi Windows e Linux-Unix
- stabilità e possibilità di personalizzazione per applicazioni di lungo termine
- codice sorgente di facile lettura, manutenibile e documentato con PhpDocumentor
- ambiente di sviluppo con interfaccia a linea di comando, che facilita la generazione di codice
- librerie integrabili con quelle di altri produttori software

## Applicazione
Symfony presenta vantaggi che permettono di automatizzare alcune attività dello sviluppo di progetti web, quali.
- traduzione dell'interfaccia testuale, dei dati e della localizzazione del software;
- rilascio dell'interfaccia, basata su modelli e layout alla portata di sviluppatori HTML, privi della conoscenza del framework;
- convalida automatica dei moduli, per garantire una migliore qualità dei dati presenti nei database;
- gestione della cache, per ridurre l'utilizzo della larghezza di banda e il carico di elaborazione del server;
- instradamento tramite URL intelligenti, per fornire un'esperienza di navigazione user-friendly;
- l'autenticazione tramite credenziali di accesso.

I plugin di Symfony hanno un alto livello di estensibilità e il programma è interoperabile con AJAX.
Sul sito ufficiale sono disponibili il manuale in formato elettronico, numerosi esempi e tutorial per imparare a creare applicazioni in breve tempo.

## Componenti
Sebbene Symfony sia uno stack PHP completo, esso è composto da diversi componenti "disaccoppiati" e quindi riutilizzabili in altri contesti.
- Twig: template engine
- Doctrine (o Propel): PHP ORM
- Monolog: PHP Logging
- Symfony Mailer: mailing

## Distribuzioni
| Colore    | Significato                               |
| --------- | ----------------------------------------- |
| Rosso     | Vecchia distribuzione; non supportato     |
| Arancione | Vecchia distribuzione; ancora in supporto |
| Verde     | Distribuzione attuale                     |
| Blu       | Distribuzione futura                      |

| Versione | Data distribuzione | Supporto | Versione PHP | Fine mantenimento | Note                                                            |  |
| -------- | ------------------ | -------- | ------------ | ----------------- | --------------------------------------------------------------- |  |
| 1.0      | gennaio 2007       | 3 anni   | ≥ 5.0        | gennaio 2009      |                                                                 |  |
| 1.1      | giugno 2008        | 1 anno   | ≥ 5.1        | giugno 2009       | patch di sicurezza fino a giugno 2010                           |  |
| 1.2      | dicembre 2008      | 1 anno   | ≥ 5.2        | novembre 2009     |                                                                 |  |
| 1.3      | novembre 2009      | 1 anno   |              | novembre 2010     |                                                                 |  |
| 1.4      | novembre 2009      | 3 anni   |              | gennaio 2013      | identico alla versione 1.3, ma senza caratteristiche deprecate. |  |
| 2.0      | luglio 2011        |          | ≥ 5.3.2      | gennaio 2013      |                                                                 |  |
| 2.1      | settembre 2012     | 8 mesi   | ≥ 5.3.3      | maggio 2013       |                                                                 |  |
| 2.2      | febbraio 2013      | 8 mesi   |              | dicembre 2013     |                                                                 |  |
| 2.3      | maggio 2013        | 3 anni   |              | maggio 2016       | LTS                                                             |  |
| 2.4      | novembre 2013      | 8 mesi   |              | luglio 2014       |                                                                 |  |
| 2.5      | giugno 2014        | 8 mesi   |              | gennaio 2015      |                                                                 |  |
| 2.6      | novembre 2014      | 8 mesi   |              | luglio 2015       |                                                                 |  |
| 2.7      | maggio 2015        | 3 anni   | ≥ 5.3.9      | maggio 2018       | LTS                                                             |  |
| 2.8      | novembre 2015      | 3 anni   |              | novembre 2018     | LTS                                                             |  |
| 3.0      | novembre 2015      | 8 mesi   | ≥ 5.5        | luglio 2016       |                                                                 |  |
| 3.1      | maggio 2016        | 8 mesi   |              | gennaio 2017      |                                                                 |  |
| 3.2      | novembre 2016      | 8 mesi   |              | luglio 2017       |                                                                 |  |
| 3.3      | maggio 2017        | 8 mesi   |              | gennaio 2018      |                                                                 |  |
| 3.4      | novembre 2017      | 3 anni   |              | novembre 2020     | LTS                                                             |  |
| 4.0      | novembre 2017      | 8 mesi   | ≥ 7.1        | luglio 2018       |                                                                 |  |
| 4.1      | maggio 2018        | 8 mesi   |              | gennaio 2019      |                                                                 |  |
| 4.2      | novembre 2018      | 8 mesi   |              | luglio 2019       |                                                                 |  |
| 4.3      | maggio 2019        | 8 mesi   |              | gennaio 2020      |                                                                 |  |
| 4.4      | novembre 2019      | 3 anni   |              | novembre 2022     | LTS                                                             |  |
| 5.0      | novembre 2019      | 8 mesi   | ≥ 7.2        | luglio 2020       |                                                                 |  |
| 5.1      | maggio 2020        | 8 mesi   |              | gennaio 2021      |                                                                 |  |
| 5.2      | novembre 2020      | 8 mesi   |              | luglio 2021       |                                                                 |  |
| 5.3      | maggio 2021        | 8 mesi   |              | gennaio 2022      |                                                                 |  |
| 5.4      | novembre 2021      | 3 anni   |              | febbraio 2029     | LTS                                                             |  |
| 6.0      | novembre 2021      | 14 mesi  | ≥ 8.0        | gennaio 2023      |                                                                 |  |
| 6.1      | maggio 2022        | 8 mesi   | ≥ 8.1        | gennaio 2023      |                                                                 |  |
| 6.2      | novembre 2022      | 8 mesi   |              | luglio 2023       |                                                                 |  |
| 6.3      | maggio 2023        | 8 mesi   |              | gennaio 2024      |                                                                 |  |
| 6.4      | novembre 2023      | 3 anni   |              | novembre 2026     | LTS                                                             |  |
| 7.0      | novembre 2023      | 8 mesi   | ≥ 8.2        | luglio 2024       |                                                                 |  |
| 7.1      | maggio 2024        | 8 mesi   |              | gennaio 2025      |                                                                 |  |
| 7.2      | novembre 2024      | 8 mesi   |              | luglio 2025       |                                                                 |  |
| 7.3      | maggio 2025        | 8 mesi   |              | gennaio 2026      |                                                                 |  |

Tra la versione 2.0 e la 4.3, le distribuzioni hanno beneficiato di ulteriori sei mesi di supporto, solamente per chiudere eventuali bug inerenti alla sicurezza. Per le versioni LTS, il periodo esteso (di dodici mesi) è tuttora in vigore.